# Leptodoras hasemani
Leptodoras hasemani es una especie de peces de la familia Doradidae en el orden de los Siluriformes.

## Morfología
• Los machos pueden llegar alcanzar los 16,7 cm de longitud total.

## Hábitat
Es un pez de agua dulce  y de clima tropical.

## Distribución geográfica
Se encuentran en Sudamérica:  cuencas de los ríos  Branco, Orinoco,  Esequibo y  Tapajós.